# Aleuroplatus tuberculatus
Aleuroplatus tuberculatus là một loài côn trùng cánh nửa trong họ Aleyrodidae, phân họ Aleyrodinae.
Aleuroplatus tuberculatus được Takahashi miêu tả khoa học đầu tiên năm 1951.